# 岡崎佐次郎
岡崎 佐次郎（おかざき さじろう、1861年10月18日（文久元年9月15日） - 1939年（昭和14年）3月30日）は、日本の政治家、衆議院議員（1期）。

## 経歴
富山県出身。漢学と南画を学ぶ。農業を営み、鵜坂村会議員、婦負郡会議員、同郡教育会長となる。
1908年の第10回衆議院議員総選挙において富山県郡部から憲政本党公認で立候補してトップ当選した。衆議院議員を1期務め、1912年の第11回衆議院議員総選挙には出馬しなかった。1939年死去。